# إل جي كي إم 900
إل جي كي إم 900 (بالإنجليزية: LG KM900)‏ هو هاتف محمول من إل جي أليكترونيكس، تم طرحه في الأسواق في مارس 2009.

## الخصائص
- الكاميرا الخلفية: 5 ميجابكسل
- الشاشة: شاشة لمس 800 × 480
- الوزن: 105 غرام
- الذاكرة: 8 جيجابايت